# قائمة محطات السكك الحديدية في إيران
يوجد حوالي 300 محطة سكة حديد في إيران منذ عام 1938 م؛ وقد شهد نظام السكك الحديدية طفرةً منذ الثمانينيات، فأصبح يغطي معظم المدن الإيرانية. وفيما يلي أسماء بعض هذه المحطات:
- محطة قطار طهران [الإنجليزية]
- محطة سكة حديد كرمانشاه [الإنجليزية]
- محطة سكة حديد تبريز [الإنجليزية]
- محطة سكة حديد مشهد [الإنجليزية]
- إستغاه راه آهان شوش [الإنجليزية]
- إستغاه كوه بانك [الإنجليزية]
- محطة قطار مدينة مراغة
- محطة سكة حديد مدينة نيسابور
- محطة قطار أراك
- محطة سكة حديد كرمان
- محطة سكة حديد قزوين [الإنجليزية]
- محطة قطار ميبود [الإنجليزية]
- محطة سكة حديد زاهدان [الإنجليزية]
- محطة سكة حديد خان محمد شاه [الإنجليزية]
- محطة سكة حديد ميرجاوه [الإنجليزية]

## طالع أيضًا
- سكك حديد الجمهورية الإسلامية الإيرانية

## روابط خارجية
- خريطة الأمم المتحدة
- خريطة سكة حديد إيران